# (16766) Righi
(16766) Righi (1996 UP) – planetoida z pasa głównego asteroid okrążająca Słońce w ciągu 4,62 lat w średniej odległości 2,77 j.a. Odkryta 18 października 1996 roku.